# Delphine Moussin
 (juillet 2012).
Si vous disposez d'ouvrages ou d'articles de référence ou si vous connaissez des sites web de qualité traitant du thème abordé ici, merci de compléter l'article en donnant les références utiles à sa vérifiabilité et en les liant à la section « Notes et références ».
Delphine Moussin est une danseuse française née en 1969, étoile du ballet de l'Opéra national de Paris.
Admise à l'école de danse de l'Opéra de Paris en 1980, elle intègre le corps de Ballet de l'Opéra en 1984, à l'âge de 15 ans.
Promue première danseuse en 1994 (notamment grâce à une variation tirée des Mirages de Serge Lifar), elle est nommée danseuse étoile le 3 mai 2005, à l'issue d'une représentation un peu particulière[non neutre] de Cendrillon, puisque Delphine Moussin a assuré le spectacle avec un poignet cassé (et donc le bras dans le plâtre)[réf. souhaitée]. Cette nomination a ceci de remarquable qu'elle est relativement tardive. En 2011, elle quitte la scène sans adieux et devient professeur du ballet de l'Opéra national de Paris.

## Récompenses
- 1987 : Prix du Cercle Carpeaux[2]
- 1988 : Prix de la Critique et Prix spécial du Jury au Concours de Paris.
- 1990 : Prix de l'A.R.O.P (Association pour le Rayonnement de l'Opéra de Paris)

## Répertoire
- Le Lac des cygnes : Odette-Odile, grand Cygne, pas de trois, czardas
- La Belle au bois dormant : Princesse Florine, une Fée, une Pierre précieuse
- Suite en Blanc : la Sieste, la Cigarette, Adage, pas de cinq
- La Sylphide : la Sylphide, Effie
- Joyaux : Rubis, Diamant
- La Dame aux Camélias : Marguerite Gautier, Manon Lescaut
- Don Quichotte : Kitri, Reine des Dryades, la Danseuse des rues, une amie de Kitri
- Giselle : Giselle, Myrtha
- Le Loup : la Bohémienne
- Coppélia : Swanilda
- Le Jeune homme et la Mort : la Mort
- La Bayadère : Nikiya, Gamzatti, une Ombre
- Casse-noisette : danse arabe
- L'Arlésienne : Vivette
- Raymonda : Raymonda, Clémence
- Le Songe de Médée : Médée
- Apollon Musagète : Calliope
- Le Songe d'une nuit d'été : Hippolyte/Titania
- Sylvia : Diane
- Roméo et Juliette : Rosaline
- Cendrillon : Cendrillon
- Le Concours : la Brambilla
- Ivan le Terrible : Anastasia
- La Petite danseuse de Degas : la Danseuse étoile

## Filmographie
- La Bayadère, avec Isabelle Guérin, Elisabeth Platel, Laurent Hilaire et les danseurs de l'Opéra de Paris
- La Belle au bois dormant, avec Aurélie Dupont, Manuel Legris et les danseurs de l'Opéra de Paris
- Don Quichotte, avec Aurélie Dupont, Jean-Guillaume Bart, Manuel Legris et les danseurs de l'Opéra de Paris
- La Dame aux Camélias, avec Agnès Letestu, Stéphane Bullion, Dorothée Gilbert et les danseurs de l'Opéra de Paris

Sa sœur Caroline lui consacre également un documentaire, intitulé Ma sœur, l'étoile.